# Station Split
Station Split is het spoorwegstation van de Kroatische stad Split, gelegen ten zuidoosten van het Paleis van Diocletianus.
De hoofdingang van het station bevindt zich tegenover de drukke haven van Split. Ook het busstation, dat voor de hoofdingang van het treinstation te vinden is, is vrijwel altijd druk. Het openbaar vervoer in dit deel van Kroatië vindt namelijk voornamelijk plaats met bus en boot. Te midden van deze drukte is het treinstation zeer rustig: er gaan enkel treinen naar Zagreb en naar Perković.

## Stationsbeeld
In het noorden van de stad Split komen de lijnen uit Zagreb, Perković en de havenspoorlijn van Split bijeen. Vanaf daar loopt een (vooralsnog) enkelsporige lijn naar het hoofdstation. Deze lijn is vrijwel geheel overdekt, waardoor de spoorlijn in het straatbeeld vrijwel niet opvalt. Pas bij het eindstation, vlak bij het stadscentrum, komt de lijn in de open lucht. Hier begint het stationsemplacement. Aan de andere kant van het station loopt nog een korte enkelsporige lijn richting zee.
Het stationsgebouw is, net als de onoverdekte perrons, weinig indrukwekkend. Het valt vanaf de straat weinig op, omdat het tussen allerlei winkeltjes gelegen is.

## Vervoer
Er gaan overdag twee sneltreinen (kantelbaktreinen) per dag naar Zagreb, waarvoor gereserveerd moet worden. Daarnaast gaat er een nachttrein (in de zomer ook 2 naar Budapest en München). Overdag doen de treinen er ongeveer 5,5 uur over, 's nachts bijna 9 uur. Naar Perković gaan vijf stoptreinen per dag, die er ongeveer een uur over doen. In Perković kan men overstappen voor Šibenik en Knin.
Sinds december 2006 is de premetro van Split in gebruik, bestaande uit een enkele lijn met daaraan zeven stations en Station Split als eindstation. 